# Piers Court
 (décembre 2022).
Pour les articles homonymes, voir Piers.
Piers Court est une maison de campagne à Stinchcombe sur le bord des Cotswolds dans le Gloucestershire, en Angleterre. Bâtiment classé Grade II *. Au milieu du XXe siècle, la maison est habitée par le romancier Evelyn Waugh.

## Histoire
La maison actuelle est construite par John Wallington à la toute fin du XVIIIe siècle. Il intègre des éléments d'un bâtiment plus ancien.
Evelyn Waugh vit à Piers Court de 1937 à 1956 et y écrit plusieurs de ses œuvres les plus connues, notamment Scoop, Brideshead Revisited, Men at Arms et Officers and Gentlemen . 
La bibliothèque de Waugh à Piers Court est vendue par un propriétaire ultérieur et les installations et accessoires, notamment les bibliothèques proéminentes, sont envoyés aux États-Unis avec l'intention de reconstruire la bibliothèque dans un musée. 
En décembre 2022, la maison est vendue aux enchères, pour 3,16 millions de livres sterling. Les arrangements de vente sont inhabituels, car la présence de locataires en place empêche les acheteurs potentiels de visiter la propriété,,.

## Architecture et descriptif
La maison est construite en pierre locale avec le bloc principal composé de sept travées et de deux étages. Le registre d'inscription d'Historic England note que ce bloc central, conçu dans un style palladien et datant de la fin du XVIIIe siècle, jouxte une aile inférieure d'origine antérieure, probablement du XVIe siècle. Le fronton sous le toit est surmonté d'un blason "élaboré".  David Verey et Alan Brooks, dans leur édition révisée de 2000 de Gloucestershire 1 : The Cotswolds, dans la série Pevsner Buildings of England, décrivent Piers Court comme une "maison digne et élégante". Il est classé bâtiment de Grade II * en 1952. L'écurie adjacente est classée au grade II.